# Trust in Me (bài hát của Katy Perry)
"Trust in Me" là một bài hát được thu âm bởi nữ ca sĩ kiêm sáng tác nhạc người Mỹ Katy Hudson (sau này là Katy Perry) nằm trong album đầu tay nhạc Phúc âm của cô, Katy Hudson (2001). Được viết bởi Hudson và Mark Dickson, phần sản xuất do Otto Price đảm nhận, bài hát được phát hành chính thức vào ngày 6 tháng 2 năm 2001 dưới dạng một đĩa đơn CD, mở đường cho album. Mặc dù sau này, "Trust in Me" không được công nhận là đĩa đơn, nhưng nó vẫn là đĩa nhạc đầu tiên được phát hành trong cuộc đời của Katy Hudson.

## Bối cảnh
Trên trang web cũ của Hudson, cô giải thích câu chuyện đằng sau bài hát, nói rằng: "Đây là lần đầu tiên tôi thử sáng tác. Lúc đó, tôi cảm thấy hơi chán nản và nghĩ về tất cả những điều tôi đã làm sai. Tôi cảm thấy như tôi là dầu và Chúa là nước, và chúng tôi không thể trộn lẫn. Tôi bắt đầu viết về điều này và Chúa đã đặt một sự bình yên trong trái tim tôi. Tôi thực sự cảm thấy Ngài đang nói, 'Con đừng lo lắng, hãy tin tưởng vào con. Tôi chỉ cần phải mở lòng để đón nhận quá trình chữa lành. Thật buồn cười khi đôi khi chúng ta nghĩ rằng chúng ta có thể kinh khủng đến mức Đức Chúa Trời quay lưng lại với chính Ngài. Tôi đoán chúng ta sẽ không bao giờ thực sự hiểu được lòng thương xót của Ngài cho đến khi chúng ta nhìn thấy Sự vinh hiển của Ngài."

## Phát hành
"Trust in Me" là đĩa đơn mở đường của album Katy Hudson. Đĩa đơn được phát hành dưới dạng CD vào ngày 6 tháng 2 năm 2001, tiếp theo là "Search Me" vào tháng 6 năm 2001. Đĩa đơn đã được gửi đến các đài phát thanh và bao gồm các chỉnh sửa khác nhau. Đĩa đơn cùng với album đã ngừng sản xuất, sau khi Hudson đổi nghệ danh thành Katy Perry, chuyển sang dòng nhạc pop thịnh hành và hãng đĩa Red Hill Records bị phá sản. "Trust in Me" cùng album đã xuất hiện trở lại trên các nền tảng nghe nhạc vào năm 2020, nhưng chưa thể phát được.

## Danh sách bài hát
CD
1. "Trust in Me" (CHR Radio Edit Light Mix) (Takeover) — 7:28
2. "Trust in Me" (CHR Radio Edit Light Mix) (No Takeover) — 7:28
3. "Trust in Me" (CHR Radio Edit Hanover Mix) (Takeover) — 7:27
4. "Trust in Me" (CHR Radio Edit Hanover Mix) (No Takeover) — 7:29
5. "Trust in Me" (CHR & Rock Radio Edit) (phiên bản album) — 2:53
6. "Trust in Me" (phiên bản album) — 4:45

Tải kỹ thuật số / phát trực tuyến
1. "Trust in Me" — 4:46